# Zygantroides plesia
Zygantroides plesia is een platworm (Platyhelminthes). De worm is tweeslachtig. De soort leeft in het zoute water.
Het geslacht Zygantroides, waarin de platworm wordt geplaatst, wordt tot de familie Ilyplanidae gerekend. De wetenschappelijke naam van de soort werd voor het eerst geldig gepubliceerd in 1949 door Correa.